# Кристиан, Брендан
Брендан Кайл Аким Кристиан (англ. Brendan Kyle Akeem Christian, род. 11 декабря 1983 года в Сент-Джонсе, Антигуа и Барбуда) — легкоатлет, представляющий Антигуа и Барбуда и специализирующийся в беге на короткие дистанции. Чемпион Панамериканских игр 2007 года в беге на 200 метров.

## Карьера
Брендан Кристиан родился в спортивной семье. Его отец - Дональд Кристан участвовал Летних Олимпийских игр 1976 года в Монреале в велосипедных гонках на треке, но успехов не добился.
На Чемпионате мира среди юниоров-2002 в Кингстоне Кристиан занял Брендан завоевал серебряную медаль на дистанции 200 метров, и занял шестое на дистанции 100 метров.
Спортсмен участвовал в Летних Олимпийских играх 2004 года в Афинах, где достиг лишь четвертьфинальной стадии, а на Играх Содружества в 2006 году - пробился в полуфинал.
В 2007 году он выиграл золотую медаль на дистанции 200 метров и бронзовую медаль на дистанции 100 метров на Панамериканских играх в Рио-де-Жанейро.
Кристиан представлял Антигуа и Барбуда на Летних Олимпийских играх 2008 года в Пекине. В беге на 200 метров он прошел в полуфинал и покал время 20,29 секунды, но занял пятое место, не сумев квалифицироваться в олимпийский финал.
В сентябре 2009 года на Всемирном легкоатлетическом финале, который проходил в греческих Салониках Кристиан занял третье место на дистанции 200 метров, уступив только мировому рекордсмену Усэйну Болту и Уолласу Спирмону.
В 2012 году на Олимпийских играх в Лондоне спортсмен снова прошел в полуфинальную стадию на дистанции 200 метров, но во второй раз в своей карьере занял пятое место и не попал в финал.